# Liste der Geotope im Landkreis Schweinfurt
Diese Liste enthält die Geotope des unterfränkischen Landkreises Schweinfurt in Bayern.
Die Liste enthält die amtlichen Bezeichnungen für Namen und Nummern des Bayerischen Landesamt für Umwelt (LfU) sowie deren geographische Lage. Diese Liste ist möglicherweise unvollständig. Im Geotopkataster Bayern sind etwa 3.400 Geotope (Stand März 2020) erfasst. Das LfU sieht einige Geotope nicht für die Veröffentlichung im Internet geeignet. Einige Objekte sind zum Beispiel nicht gefahrlos zugänglich oder dürfen aus anderen Gründen nur eingeschränkt betreten werden.
| Name                                                | Bild           | Geotop ID | Gemeinde / Lage          | Geologische Raumeinheit      | Beschreibung | Fläche m² / Ausdehnung m | Geologie                                                              | Aufschlussart        | Wert      | Schutzstatus                                           | Bemerkung                       |
| --------------------------------------------------- | -------------- | --------- | ------------------------ | ---------------------------- | --- | ------------------------ | --------------------------------------------------------------------- | -------------------- | --------- | ------------------------------------------------------ | ------------------------------- |
| Ehem. Werksandsteinbruch SW von Kronungen           |                | 678A001   | Poppenhausen Position    | Östliche Fränkische Platten  | Von den ehemals aufgeschlossenen Schichten des Unteren Keupers (ein Profil vom Werksandstein bis in den Anoplophorasandstein) sind heute nur noch der Werksandstein und Tonsteine unmittelbar darüber erschlossen. Im Steinbruchareal lagern aber noch große Blöcke von Werksandstein. Ein ehemaliger Abbaustollen wird heute von Fledermäusen als Schlafquartier genutzt. Der Steinbruch ist in Privatbesitz und nicht zugänglich.                                                                                 | 41600 260 × 160          | Typ: Schichtfolge, Stollen Art: Sandstein                             | Steinbruch           | bedeutend | Landschaftsbestandteil                                 |                                 |
| Ehem. Steinbruch NW von Wülfershausen               |                | 678A003   | Wasserlosen Position     | Westliche Fränkische Platten | Im Steinbruch ist die Schichtenfolge vom oberen Teil des Mittleren Muschelkalks im Liegenden der Hornsteinbank bis zum tiefen Hauptmuschelkalk bis zum Zeller Tonsteinhorizont erschlossen. Partien des Wulstkalksteins sind oolithisch ausgebildet und ungewöhnlich fossilreich. An der Steinbruchwand ist außerdem ein Einsturztrichter angeschnitten, der auf Auslaugung von unterlagernden Gesteinen zurückzuführen ist.                                                                                        | 10000 200 × 50           | Typ: Schichtfolge, Tierische Fossilien, Gesteinsart Art: Kalkstein    | Steinbruch           | wertvoll  | kein Schutzgebiet                                      |                                 |
| Werksandsteinbruch WNW von Schleerieth              | weitere Bilder | 678A004   | Werneck Position         | Östliche Fränkische Platten  | Aufgeschlossen sind die Schichten vom Werksandstein bis zum Anoplophorahorizont. Bemerkenswert sind die Pflanzenreste aus dem oberen Teil des Werksandsteins, die zu den besterhaltenen Pflanzenfossilien der Trias weltweit gehören. Außerdem sind die Ablagerungsbedingungen vom Werksandstein bis zur Anthrakonitbank ausgezeichnet dokumentiert. | 87500 350 × 250          | Typ: Schichtfolge, Pflanzliche Fossilien Art: Sandstein               | Steinbruch           | bedeutend | kein Schutzgebiet                                      |                                 |
| Ehem. Werksandstein-Bruch E von Egenhausen          | weitere Bilder | 678A005   | Werneck Position         | Östliche Fränkische Platten  | In dem aufgelassenen Steinbruchgelände ist noch immer die Schichtenfolge vom Werksandstein bis zur Anthrakonitbank erschlossen. Der Bereich der Albertibank zeigt eine ungewöhnliche, dolomitisch dominierte Abfolge mit deutlicher diagenetischer Überprägung. Am Top der Rinnensandsteine sind u. a. große Schachtelhalm-Fragmente eingebettet. | 20000 250 × 80           | Typ: Schichtfolge, Gesteinsart Art: Sandstein, Tonstein, Dolomitstein | Steinbruch           | bedeutend | kein Schutzgebiet                                      |                                 |
| Ehemaliger Werksandstein-Bruch SE von Egenhausen    | weitere Bilder | 678A006   | Werneck Position         | Östliche Fränkische Platten  | In dem aufgelassenen Steinbruchgelände ist noch immer die Schichtenfolge vom Werksandstein bis zur Albertibank erschlossen. Der Werksandstein besitzt im Südwestteil des Geländes eine außergewöhnlich hohe Mächtigkeit mit Bänken bis über 5 m Dicke. | 8000 160 × 50            | Typ: Schichtfolge, Gesteinsart Art: Sandstein, Tonstein, Dolomitstein | Steinbruch           | bedeutend | kein Schutzgebiet                                      |                                 |
| Gipsbruch N von Sulzheim                            | weitere Bilder | 678A010   | Sulzheim Position        | Sandsteinkeuperregion        | Der Gipsbruch nördlich von Sulzheim ist aufgelassen und dient als Naturschutzfläche. Er liegt am Gipsrundweg. Eine Aussichtsplattform ermöglicht den Einblick. In den Bruchwänden zeigen sich musterhafte Gipskarst-Formen. | 40000 200 × 200          | Typ: Gesteinsart, Karstschlot, Karstspalte Art: Gips                  | Steinbruch           | wertvoll  | kein Schutzgebiet                                      |                                 |
| Steinbruch Zabelstein-Ausschank NE von Altmannsdorf | weitere Bilder | 678A011   | Hundelshausen Position   | Sandsteinkeuperregion        | Der Zabelstein-Ausschank befindet sich im Bereich eines aufgelassenen Steinbruchs im Blasensandstein. Die Abbauwände zeigen teilweise interessante Sedimentstrukturen. | 1000 50 × 20             | Typ: Sedimentstrukturen, Schichtfolge Art: Sandstein                  | Steinbruch           | wertvoll  | Landschaftsschutzgebiet, FFH-Gebiet, Vogelschutzgebiet |                                 |
| Ehemaliger Kalksteinbruch SE von Weyer              | weitere Bilder | 678A012   | Gochsheim Position       | Östliche Fränkische Platten  | Nördlich einer Erdaushub- und Bauschuttdeponie ist in einer aufgelassenen Sandgrube, auf pleistozänen Flugsand betrieben, Kalkstein des Oberen Muschelkalk aufgeschlossen. Der Kalkstein enthält neben mit Eisenocker gefüllten Trocknungsrissen auch gelegentlich Fossilien | 14400 160 × 90           | Gesteinsart: Kalkstein, Sand                                          | Tagebau              | wertvoll  | kein Schutzgebiet                                      |                                 |
| Mineralquelle E von Untereuerheim                   | weitere Bilder | 678Q001   | Grettstadt Position      | Östliche Fränkische Platten  | Die ca. 10 l/s schüttende Quelle besitzt einen deutlich rot gefärbten Grund und auch an Pflanzen zeigen sich Eisenhydroxidausfällungen. Neben hohen Eisengehalten ist eine deutliche Kalziumsulfatbetonung im Chemismus erkennbar. Das Quellwasser ist ein Mischwasser aus einem höheren Grundwasserstockwerk mit Tiefenwässern, die an Verwerfungen der Kissingen-Haßfurter Störungszone aus mindestens 100 m Tiefe aufdringen.                                                                                    | 5 5 × 1                  | Typ: Störungsquelle Art: Kalkstein                                    | kein Aufschluss      | wertvoll  | Naturdenkmal                                           |                                 |
| Gründleinsloch (Blaue Grotte) WNW von Pusselsheim   | weitere Bilder | 678Q002   | Donnersdorf Position     | Sandsteinkeuperregion        | Am artesischen Quellaustritt kommt es zur Bildung eines Kalktufftrichters, der 1–1,5 m über dem umgebenden Gelände liegt. | 36 18 × 2                | Typ: Verengungsquelle, Sinterbildung Art: Kalkstein, Kalktuff         | kein Aufschluss      | wertvoll  | Naturdenkmal                                           |                                 |
| Gipskarstquelle S von Falkenstein                   | weitere Bilder | 678Q003   | Donnersdorf Position     | Sandsteinkeuperregion        | Quellen im Grundgips sind meist an den Ausbiss der Gipsschichten gebunden. Die Förderung erfolgt über Karstwege in den Gips führenden Schichten. | 20 5 × 4                 | Typ: Schichtquelle, Gesteinsart Art: Gips, Tonstein, Mergelstein      | Hanganriss/Felswand  | bedeutend | Naturdenkmal, Naturpark                                |                                 |
| Doline WNW von Wiebelsberg                          | weitere Bilder | 678R002   | Oberschwarzach Position  | Sandsteinkeuperregion        | Die Subrosionserscheinung im Gipskeuper ist etwa 70 × 50 Meter groß und ca. 5 Metern tief. Sie führt kein Wasser. | 5400 90 × 60             | Typ: Doline Art: Gips, Tonstein, Mergelstein                          | kein Aufschluss      | bedeutend | kein Schutzgebiet                                      |                                 |
| Schwanensee NW von Alitzheim                        | weitere Bilder | 678R003   | Sulzheim Position        | Östliche Fränkische Platten  | Der Schwanensee liegt in einer flachen Subrosionssenke der Myophorienschichten (Gipskeuper). Es sind keine geologischen Schichten aufgeschlossen. Der See und seine Umgebung sind als Biotop schützenswert. | 150000 500 × 300         | Typ: Subrosionssenke Art: Gips                                        | kein Aufschluss      | wertvoll  | Naturdenkmal, FFH-Gebiet, Vogelschutzgebiet            |                                 |
| Eichelmannsee SE von Gerolzhofen                    | weitere Bilder | 678R004   | Gerolzhofen Position     | Sandsteinkeuperregion        | Der verlandende Eichelmansee liegt am Rande der Grundgips-Schichtstufe. Seine Entstehung ist wohl auf Subrosionserscheinungen zurückzuführen. | 8000 100 × 80            | Typ: Doline, Schichtstufe Art: Gips                                   | kein Aufschluss      | wertvoll  | Naturdenkmal, Landschaftsschutzgebiet, FFH-Gebiet      |                                 |
| Sulzheimer Gipshügel                                | weitere Bilder | 678R005   | Sulzheim Position        | Sandsteinkeuperregion        | Die Sulzheimer Gipshügel haben als Standort für seltene Florengemeinschaften (v. a. postglaziale Steppenvegetation) große ökologische Bedeutung. In dem Areal mit unruhigem, durch Gipslaugung bzw. Subrosion entstandenen Relief finden sich Erdfälle und Dolinen sowie pilzförmige Härtlinge aus Gipsstein und Grottschichten. | 80000 400 × 200          | Typ: Subrosionslandschaft, Doline, Erdfall, Schichtstufe Art: Gips    | Hanganriss/Felswand  | wertvoll  | Naturschutzgebiet, Landschaftsschutzgebiet             | Bayerns schönste Geotope Nr. 87 |
| Wagnersee S von Pusselsheim                         | weitere Bilder | 678R006   | Donnersdorf Position     | Östliche Fränkische Platten  | Die flache und nahezu kreisrunde Senke ist wassergefüllt. Ihre Lage an der Geländestufe des Grundgipses deutet auf eine Genese im Gefolge einer Dolinenbildung. Mittlerweile stark zugewachsen. Keine Zuwegung zum Objekt. Keine Aufschlüsse vorhanden, jedoch sehr schönes Biotop. | 4800 80 × 60             | Typ: Doline Art: Gips, Tonstein, Mergelstein                          | kein Aufschluss      | bedeutend | Naturdenkmal                                           |                                 |
| Dolinen im Mahlholz SE von Gerolzhofen              | weitere Bilder | 678R007   | Gerolzhofen Position     | Sandsteinkeuperregion        | Im Waldgebiet Mahlholz sind mehrere Dolinenfelder zu finden. Im westlichen Areal liegen vier Dolinen nebeneinander. Eine dieser bewachsenen Dolinen weist einen Wasserzufluss auf. | 10000 100 × 100          | Typ: Dolinenfeld, Ponor Art: Gips                                     | kein Aufschluss      | wertvoll  | Naturschutzgebiet, Landschaftsschutzgebiet, FFH-Gebiet |                                 |
| Ponordoline Hollergrube NNW von Sulzheim            | weitere Bilder | 678R008   | Sulzheim Position        | Sandsteinkeuperregion        | In einem Waldstück in der Nähe des aufgelassenen Gipsbruches nördlich von Sulzheim befindet sich in einer Senke die Ponordoline Hollergrube. Das zu ihr führende, meist trockene Bachbett bezeugt eindrucksvoll die großen Wassermengen, die hier abgeführt werden. | 500 50 × 10              | Typ: Ponor, Doline Art: Gips                                          | Doline/Erdfall       | wertvoll  | FFH-Gebiet, Vogelschutzgebiet                          |                                 |
| Auenlandschaft NW von Hirschfeld                    |                | 678R009   | Röthlein Position        | Östliche Fränkische Platten  | Durch immer wiederkehrende Hochwasserereignisse wurde diese Auenlandschaft mit der typischen Auenvegetation gebildet. Es sind Terrassenkanten und der ehemalige mäandrierende Flussverlauf des Mains erkennbar. Der Unkenbach verläuft in einer ehemaligen Fluss-Schlinge des Mains. Durch die Hochwasserereignisse wurden die Mäander durchbrochen und es bildeten sich natürliche Stillgewässer, wie nordwestlich von Hirschfeld.                                                                                 | 150000 1500 × 100        | Typ: Terrasse, Mäander Art: Schluff, Sand, Kies                       | kein Aufschluss      | wertvoll  | FFH-Gebiet, Vogelschutzgebiet                          |                                 |
| Flugsanddüne im Tännig E von Grafenrheinfeld        | weitere Bilder | 678R010   | Grafenrheinfeld Position | Östliche Fränkische Platten  | Im Tännig östlich von Grafenrheinfeld befindet sich in einem ausgedehnten ehemaligen Abbaugebiet von pleistozänem Flugsand ein kleines Dünenfeld. Westwinde lagerten in den Kaltzeiten der letzten 2,6 Millionen Jahre den Sand an windgeschützten Stellen ab. Die markanteste Düne ist durch einen unmittelbar vorbeiführenden Wanderweg (Auenwaldweg) erschlossen. Es existieren zwei größere Aufschlüsse von Sand. Die Düne nebst Umgebung steht als geschützter Landschaftsbestandteil unter besonderem Schutz. | 8000 200 × 40            | Typ: Dünenfeld Art: Sand                                              | sonstiger Aufschluss | wertvoll  | Landschaftsbestandteil, Vogelschutzgebiet              |                                 |